# Anna Wieslander (författare)
Denna artikel handlar om författaren och illustratören Anna Wieslander. För samhällsvetaren, se Anna Wieslander (samhällsvetare)
Anna Wieslander, född 29 juli 1935 i Halmstad, är en svensk författare och illustratör.
Anna Wieslander är dotter till stadsbibliotekarien Henning Wieslander och Greta Åsard. Hon har arbetat med information om u-länder och utvecklingsfrågor på biståndsmyndigheten SIDA. Hon har bland annat skrivit böcker om samverkan mellan människor i det svenska utvecklingsbiståndet.